# Pro Football Writers of America
La Pro Football Writers of America (PFWA), nota anche come Pro Football Writers Association, è un'associazione di giornalisti statunitensi che seguono il football americano professionistico della National Football League (NFL).
La PFWA si pone come "voce ufficiale dei giornalisti di football americano professionistico, promuovendo e lottando per permettere il contatto diretto con giocatori e dirigenti della NFL per servire al meglio il pubblico."
Gli obiettivi dell'associazione includono il miglioramento dell'accesso agli allenamenti e agli spogliatoi, lo sviluppo di rapporti di lavoro con tutte le squadre e la garanzia che i giornalisti di football siano trattati in modo professionale. A metà degli anni 2000 il gruppo era composto da oltre 300 scrittori, editori e editorialisti.

## Premi
Al termine della stagione regolare della NFL la PFWA, così come altre associazioni e testate giornalistiche, assegna numerosi premi e riconoscimenti a giocatori, allenatori e dirigenti.

### Squadre All-Pro
All-Pro è un riconoscimento conferito ai giocatori di football americano professionisti con cui vengono designati il miglior giocatore in ogni posizione durante una determinata stagione.
La PFWA presenta annualmente:
- dal 1966 l'All-NFL Team ossia la squadra composta dai migliori giocatori dell'attacco, della difesa e degli special team dell'intero campionato.[2]
- dal 1992 l'All-AFC Team e l'All-NFC Team ossia le migliori squadre della due conference in cui è divisa la lega: l'American Football Conference (AFC) e la National Football Conference (NFC).[3][4]
- dal 1974 l'All-Rookie Team ossia la squadra dei migliori esordienti della lega.[5]

### Premi individuali

#### NFL Most Valuable Player Award
È il riconoscimento al miglior giocatore in assoluto della stagione della NFL appena conclusa.

#### NFL Rookie of the Year Award
Dal 1969 la PFWA assegna annualmente il premio al miglior difensore e al miglior attaccante che hanno debuttato nella NFL (rookie).
A partire dalla stagione 2013 la PFWA assegna anche un premio al miglior rookie in assoluto della stagione.
| Stagione | Giocatore         | Ruolo         | Squadra               |
| -------- | ----------------- | ------------- | --------------------- |
| 2013     | Eddie Lacy        | Running back  | Green Bay Packers     |
| 2014     | Odell Beckham Jr. | Wide receiver | New York Giants       |
| 2015     | Todd Gurley       | Running back  | St. Louis Rams        |
| 2016     | Ezekiel Elliott   | Running back  | Dallas Cowboys        |
| 2017     | Kareem Hunt       | Running back  | Kansas City Chiefs    |
| 2018     | Baker Mayfield    | Quarterback   | Cleveland Browns      |
| 2019     | Nick Bosa         | Defensive end | San Francisco 49ers   |
| 2020     | Justin Herbert    | Quarterback   | Los Angeles Chargers  |
| 2021     | Micah Parsons     | Linebacker    | Dallas Cowboys        |
| 2022     | Sauce Gardner     | Cornerback    | New York Jets         |
| 2023     | C.J. Stroud       | Quarterback   | Houston Texans        |
| 2024     | Jayden Daniels    | Quarterback   | Washington Commanders |

#### Most Improved Player of the Year
Premio assegnato dalla stagione 2000 al giocatore che è maggiormente migliorato rispetto alle stagioni precedenti.
| Stagione | Giocatore                          | Ruolo                   | Squadra                               |
| -------- | ---------------------------------- | ----------------------- | ------------------------------------- |
| 2000     | Jeff Garcia                        | Quarterback             | San Francisco 49ers                   |
| 2001     | Kordell Stewart                    | Quarterback             | Pittsburgh Steelers                   |
| 2002     | Chad Pennington                    | Quarterback             | New York Jets                         |
| 2003     | Jon Kitna                          | Quarterback             | Cincinnati Bengals                    |
| 2004     | Drew Brees                         | Quarterback             | San Diego Chargers                    |
| 2005     | Osi Umenyiora                      | Defensive end           | New York Giants                       |
| 2006     | Frank Gore                         | Running back            | San Francisco 49ers                   |
| 2007     | Derek Anderson                     | Quarterback             | Cleveland Browns                      |
| 2008     | DeAngelo Williams                  | Running back            | Carolina Panthers                     |
| 2009     | Miles Austin                       | Wide receiver           | Dallas Cowboys                        |
| 2010     | Arian Foster                       | Running back            | Houston Texans                        |
| 2011     | Victor Cruz                        | Wide receiver           | New York Giants                       |
| 2012     | Dez Bryant                         | Wide receiver           | Dallas Cowboys                        |
| 2013     | Alshon Jeffery                     | Wide receiver           | Chicago Bears                         |
| 2014     | Le'Veon Bell                       | Running back            | Pittsburgh Steelers                   |
| 2015     | Kirk Cousins Josh Norman           | Quarterback Cornerback  | Washington Redskins Carolina Panthers |
| 2016     | Vic Beasley                        | Linebacker              | Atlanta Falcons                       |
| 2017     | Jared Goff                         | Quarterback             | Los Angeles Rams                      |
| 2018     | George Kittle                      | Tight end               | San Francisco 49ers                   |
| 2019     | Ryan Tannehill                     | Quarterback             | Tennessee Titans                      |
| 2020     | Alex Smith                         | Quarterback             | Washington Football Team              |
| 2021     | Trevon Diggs Cordarrelle Patterson | Cornerback Running back | Dallas Cowboys Atlanta Falcons        |
| 2022     | Geno Smith                         | Quarterback             | Seattle Seahawks                      |
| 2023     | Baker Mayfield                     | Quarterback             | Tampa Bay Buccaneers                  |
| 2024     | Sam Darnold                        | Quarterback             | Minnesota Vikings                     |

#### NFL Executive of the Year
Dal 1993 la PFWA assegna il premio al miglior dirigente della stagione.
Al 2024 gli unici a vincere più volte questo premio sono Bill Polian (Panthers e Colts) che ha ricevuto tale riconoscimento per 5 volte, Scott Pioli (Patriots e Chiefs) con tre e poi George Young (Giants), Howie Roseman (Eagles) e Brad Holmes (Lions) con due, con Polian e Holmes i soli a vincerlo in due stagioni consecutive.
| Stagione | Dirigente                  | Squadra              |
| -------- | -------------------------- | -------------------- |
| 1993     | George Young               | New York Giants      |
| 1994     | Carmen Policy              | San Francisco 49ers  |
| 1995     | Bill Polian                | Carolina Panthers    |
| 1996     | Bill Polian (2)            | Carolina Panthers    |
| 1997     | George Young (2)           | New York Giants      |
| 1998     | Personale del Front Office | Minnesota Vikings    |
| 1999     | Bill Polian (3)            | Indianapolis Colts   |
| 2000     | Randy Mueller              | New Orleans Saints   |
| 2001     | Charley Armey              | St. Louis Rams       |
| 2002     | Al Davis                   | Oakland Raiders      |
| 2003     | Scott Pioli                | New England Patriots |
| 2004     | A.J. Smith                 | San Diego Chargers   |
| 2005     | Bill Polian (4)            | Indianapolis Colts   |
| 2006     | Mickey Loomis              | New Orleans Saints   |
| 2007     | Scott Pioli (2)            | New England Patriots |
| 2008     | Bill Parcells              | Miami Dolphins       |
| 2009     | Bill Polian (5)            | Indianapolis Colts   |
| 2010     | Scott Pioli (3)            | Kansas City Chiefs   |
| 2011     | Trent Baalke               | San Francisco 49ers  |
| 2012     | Ryan Grigson               | Indianapolis Colts   |
| 2013     | John Dorsey                | Kansas City Chiefs   |
| 2014     | Jerry Jones                | Dallas Cowboys       |
| 2015     | Mike Maccagnan             | New York Jets        |
| 2016     | Reggie McKenzie            | Oakland Raiders      |
| 2017     | Howie Roseman              | Philadelphia Eagles  |
| 2018     | Chris Ballard              | Indianapolis Colts   |
| 2019     | John Lynch                 | San Francisco 49ers  |
| 2020     | Brandon Beane              | Buffalo Bills        |
| 2021     | Bill Belichick             | New England Patriots |
| 2022     | Howie Roseman (2)          | Philadelphia Eagles  |
| 2023     | Brad Holmes                | Detroit Lions        |
| 2024     | Brad Holmes (2)            | Detroit Lions        |

### Premi per attività fuori dal campo

#### George Halas Award
Il George Halas Award è un premio che la PFWA assegna ogni anno a un giocatore, allenatore o dirigente della NFL che ha superato grandi difficoltà riuscendo però a raggiungere un grande successo nel proprio campo di attività.
Il premio prende il nome da George Halas, uno dei fondatori nel 1963 della Pro Football Hall of Fame e che ha fatto parte dei Chicago Bears dalla loro fondazione nel 1920 e fino alla sua morte nel 1983 come giocatore, dirigente, allenatore e proprietario.
| Anno | Vincitore          | Squadra                  |
| ---- | ------------------ | ------------------------ |
| 1969 | Joe Namath         | New York Jets            |
| 1970 | Gale Sayers        | Chicago Bears            |
| 1971 | Tom Dempsey        | New Orleans Saints       |
| 1972 | Jimmy Johnson      | San Francisco 49ers      |
| 1973 | Mike Tileman       | Atlanta Falcons          |
| 1974 | Dick Butkus        | Chicago Bears            |
| 1975 | Rocky Bleier       | Pittsburgh Steelers      |
| 1976 | Billy Kilmer       | Washington Redskins      |
| 1977 | Tom DeLeone        | Cleveland Browns         |
| 1978 | Pat Fischer        | Washington Redskins      |
| 1979 | Bert Jones         | Baltimore Colts          |
| 1980 | Roger Staubach     | Dallas Cowboys           |
| 1981 | Rolf Benirschke    | San Diego Chargers       |
| 1982 | Joe Klecko         | New York Jets            |
| 1983 | Eddie Lee Ivery    | Green Bay Packers        |
| 1984 | Ted Hendricks      | L.A. Raiders             |
| 1985 | John Stallworth    | Pittsburgh Steelers      |
| 1986 | Gary Jeter         | Los Angeles Rams         |
| 1987 | William Andrews    | Atlanta Falcons          |
| 1988 | Joe Montana        | San Francisco 49ers      |
| 1989 | Karl Nelson        | New York Giants          |
| 1990 | Tim Krumrie        | Cincinnati Bengals       |
| 1991 | Dan Hampton        | Chicago Bears            |
| 1992 | Mike Utley         | Detroit Lions            |
| 1993 | Mark Bavaro        | New York Giants          |
| 1994 | Joe Montana        | Kansas City Chiefs       |
| 1995 | Dan Marino         | Miami Dolphins           |
| 1996 | Larry Brown        | Oakland Raiders          |
| 1997 | Jim Harbaugh       | Indianapolis Colts       |
| 1998 | Mark Schlereth     | Denver Broncos           |
| 1999 | Dan Reeves         | Atlanta Falcons          |
| 2000 | Bryant Young       | San Francisco 49ers      |
| 2001 | Kerry Collins      | New York Giants          |
| 2002 | Garrison Hearst    | San Francisco 49ers      |
| 2003 | Robert Edwards     | Miami Dolphins           |
| 2004 | Sam Mills          | Carolina Panthers        |
| 2005 | Mark Fields        | Carolina Panthers        |
| 2006 | Tony Dungy         | Indianapolis Colts       |
| 2007 | Drew Brees         | New Orleans Saints       |
| 2008 | Kevin Everett      | Buffalo Bills            |
| 2009 | Matt Bryant        | Tampa Bay Buccaneers     |
| 2010 | Mike Zimmer        | Cincinnati Bengals       |
| 2011 | Mike Heimerdinger  | Tennessee Titans         |
| 2012 | Robert Kraft       | New England Patriots     |
| 2013 | Chuck Pagano       | Indianapolis Colts       |
| 2014 | O. J. Brigance     | Baltimore Ravens         |
| 2015 | Steve Gleason      | New Orleans Saints       |
| 2016 | Eric Berry         | Kansas City Chiefs       |
| 2017 | David Quessenberry | Houston Texans           |
| 2018 | Marquise Goodwin   | San Francisco 49ers      |
| 2019 | Ryan Shazier       | Pittsburgh Steelers      |
| 2020 | Travis Frederick   | Dallas Cowboys           |
| 2021 | Alex Smith         | Washington Football Team |
| 2022 | Ron Rivera         | Washington Commanders    |
| 2023 | Damar Hamlin       | Buffalo Bills            |
| 2024 | John Metchie III   | Houston Texans           |

#### Good Guy Award
Il premio di "Bravo Ragazzo" è dato annualmente dal 2005 al giocatore della NFL che meglio ha aiutato i giornalisti a svolgere il proprio lavoro.
| Stagione | Vincitore           | Squadra             |
| -------- | ------------------- | ------------------- |
| 2004     | Jerome Bettis       | Pittsburgh Steelers |
| 2005     | Tiki Barber         | New York Giants     |
| 2006     | LaDainian Tomlinson | San Diego Chargers  |
| 2007     | Brett Favre         | Green Bay Packers   |
| 2008     | Kurt Warner         | Arizona Cardinals   |
| 2009     | Drew Brees          | New Orleans Saints  |
| 2010     | Aaron Rodgers       | Green Bay Packers   |
| 2011     | Tim Tebow           | Denver Broncos      |
| 2012     | Tony Gonzalez       | Atlanta Falcons     |
| 2013     | Russell Wilson      | Seattle Seahawks    |
| 2014     | Richard Sherman     | Seattle Seahawks    |
| 2015     | Thomas Davis        | Carolina Panthers   |
| 2016     | Larry Fitzgerald    | Arizona Cardinals   |
| 2017     | Chris Long          | Philadelphia Eagles |
| 2018     | Chris Long          | Philadelphia Eagles |
| 2019     | Eli Manning         | New York Giants     |
| 2020     | Philip Rivers       | Indianapolis Colts  |
| 2021     | Cameron Heyward     | Pittsburgh Steelers |
| 2022     | Jason Kelce         | Philadelphia Eagles |
| 2023     | C.J. Stroud         | Houston Texans      |

#### Horrigan Award
Noto fino al 2021 come Jack Horrigan Award, la PFWA assegna annualmente questo premio dal 1974 in memoria del giornalista sportivo Jack Horrigan ad un dirigente della NFL o di una franchigia per le sue qualità e stile nell'aiutare i giornalisti a svolgere il proprio lavoro.
| Stagione | Vincitore        | Organizzazione                    |
| -------- | ---------------- | --------------------------------- |
| 1972     | John Breen       | Houston Oilers                    |
| 1973     | O.J. Simpson     | Buffalo Bills                     |
| 1974     | Art Rooney       | Pittsburgh Steelers               |
| 1975     | Floyd Little     | Denver Broncos                    |
| 1976     | Jerry Wynn       | San Diego Chargers                |
| 1977     | Bob Peck         | Denver Broncos                    |
| 1978     | John Madden      | Oakland Raiders                   |
| 1979     | Bum Phillips     | Houston Oilers                    |
| 1980     | Bob Sprenger     | Kansas City Chiefs                |
| 1981     | Joe Gordon       | Pittsburgh Steelers               |
| 1982     | Archie Manning   | New Orleans Saints Houston Oilers |
| 1983     | Art Rooney       | Pittsburgh Steelers               |
| 1984     | Joe Browne       | National Football League          |
| 1985     | Dick Steinberg   | New England Patriots              |
| 1986     | Charlie Dayton   | Atlanta Falcons                   |
| 1987     | Art Modell       | Cleveland Browns                  |
| 1988     | Tom Landry       | Dallas Cowboys                    |
| 1989     | George Young     | New York Giants                   |
| 1990     | Jim Finks        | New Orleans Saints                |
| 1991     | John Robinson    | Los Angeles Rams                  |
| 1992     | Warren Moon      | Houston Oilers                    |
| 1993     | Don Shula        | Miami Dolphins                    |
| 1994     | Leslie Hammond   | National Football League          |
| 1995     | Ron Wolf         | Green Bay Packers                 |
| 1996     | Don Smith        | Pro Football Hall of Fame         |
| 1997     | Tony Dungy       | Tampa Bay Buccaneers              |
| 1998     | Greg Aiello      | National Football League          |
| 1999     | Ernie Accorsi    | New York Giants                   |
| 2000     | Jeff Fisher      | Tennessee Titans                  |
| 2001     | Charley Casserly | Houston Texans                    |
| 2002     | Herman Edwards   | New York Jets                     |
| 2003     | Ozzie Newsome    | Baltimore Ravens                  |
| 2004     | Rich McKay       | Atlanta Falcons                   |
| 2005     | Floyd Reese      | Tennessee Titans                  |
| 2006     | Steve Alic       | National Football League          |
| 2007     | Mike Holmgren    | Seattle Seahawks                  |
| 2008     | Dan Rooney       | Pittsburgh Steelers               |
| 2009     | Gil Brandt       | NFL.com                           |
| 2010     | Rex Ryan         | New York Jets                     |
| 2011     | Thomas Dimitroff | Atlanta Falcons                   |
| 2012     | Michael Signora  | National Football League          |
| 2013     | Pete Carroll     | Seattle Seahawks                  |
| 2014     | Bruce Arians     | Arizona Cardinals                 |
| 2015     | John Elway       | Denver Broncos                    |
| 2016     | Mike Mayock      | NFL Network                       |
| 2017     | Randall Liu      | National Football League          |
| 2018     | Joe Horrigan     | Pro Football Hall of Fame         |
| 2019     | Chris Ballard    | Indianapolis Colts                |
| 2020     | Brandon Beane    | Buffalo Bills                     |
| 2021     | Michael Signora  | National Football League          |
| 2022     | Ron Rivera       | Washington Commanders             |
| 2023     | Les Snead        | Los Angeles Rams                  |

#### Bill Nunn Award
Il premio viene conferito ogni anno a un giornalista per il suo lungo e illustre contributo nel raccontare il football professionistico. Creato nel 1969 e originariamente intitolato a Dick McCann, primo direttore della Pro Football Hall of Fame, fu poi dedicato alla memoria del giornalista del Pittsburgh Courier Bill Nunn.
Dal 2014 la consegna del premio avviene durante la cerimonia di inserimento dei nuovi membro nella Pro Football Hall of Fame.
| Anno | Giornalista           | Testata                          |
| ---- | --------------------- | -------------------------------- |
| 1969 | George Strickler      | Chicago Tribune                  |
| 1970 | Arthur Daley          | New York Times                   |
| 1971 | Joe King              | New York World Telegram & Sun    |
| 1972 | Lewis “Tony” Atchison | Washington Star                  |
| 1973 | Dave Brady            | Washington Post                  |
| 1974 | Bob Oates             | Los Angeles Times                |
| 1975 | John Steadman         | Baltimore News-American          |
| 1976 | Jack Hand             | Associated Press                 |
| 1977 | Art Daley             | Green Bay Press-Gazette          |
| 1978 | Murray Olderman       | Newspaper Enterprise Association |
| 1979 | Pat Livingston        | Pittsburgh Press                 |
| 1980 | Chuck Heaton          | Cleveland Plain Dealer           |
| 1981 | Norm Miller           | New York Daily News              |
| 1982 | Cameron Snyder        | Baltimore Sun                    |
| 1983 | Hugh Brown            | Philadelphia Bulletin            |
| 1984 | Larry Felser          | Buffalo News                     |
| 1985 | Cooper Rollow         | Chicago Tribune                  |
| 1986 | William Wallace       | New York Times                   |
| 1987 | Jerry Magee           | San Diego Union                  |
| 1988 | Gordon Forbes         | USA Today                        |
| 1989 | Vito Stellino         | Baltimore Sun                    |
| 1990 | Will McDonough        | Boston Globe                     |
| 1991 | Dick Connor           | Denver Post                      |
| 1992 | Frank Luksa           | Dallas Morning News              |
| 1993 | Ira Miller            | San Francisco Chronicle          |
| 1994 | Don Pierson           | Chicago Tribune                  |
| 1995 | Ray Didinger          | Philadelphia Daily News          |
| 1996 | Paul Zimmerman        | Sports Illustrated               |
| 1997 | Bob Roesler           | New Orleans Times-Picayune       |
| 1998 | Dave Anderson         | New York Times                   |
| 1999 | Art Spander           | Oakland Tribune                  |
| 2000 | Tom McEwen            | Tampa Tribune                    |
| 2001 | Len Shapiro           | Washington Post                  |
| 2002 | Edwin Pope            | Miami Herald                     |
| 2003 | Joel Buchsbaum        | Pro Football Weekly              |
| 2004 | Rick Gosselin         | Dallas Morning News              |
| 2005 | Jerry Green           | Detroit News                     |
| 2006 | John McClain          | Houston Chronicle                |
| 2007 | John Clayton          | ESPN.com                         |
| 2008 | Len Pasquarelli       | ESPN.com                         |
| 2009 | Peter King            | Sports Illustrated               |
| 2010 | Peter Finney          | New Orleans Times-Picayune       |
| 2011 | Bob McGinn            | Milwaukee Journal Sentinel       |
| 2012 | Tom Kowalski          | MLive.com                        |
| 2013 | Dan Pompei            | Chicago Tribune                  |
| 2014 | Ed Bouchette          | Pittsburgh Post-Gazette          |
| 2015 | Dave Goldberg         | Associated Press                 |
| 2016 | Chris Mortensen       | ESPN.com                         |
| 2017 | Ed Werder             | ESPN                             |
| 2018 | Charean Williams      | Pro Football Talk                |
| 2019 | Sam Farmer            | Los Angeles Times                |
| 2020 | Don Banks             | Sports Illustrated               |
| 2021 | Bob Glauber           | Newsday                          |
| 2022 | Jarrett Bell          | USA Today                        |
| 2023 | Jim Trotter           | The Athletic                     |
| 2024 | D. Orlando Ledbetter  | Atlanta Journal-Constitution     |

#### Rozelle Award
Premio dedicato alla memoria di Pete Rozelle, commissario della NFL dal 1960 al 1989, e assegnato all'ufficio per le pubbliche relazioni della franchigia che meglio si è impegnato in stagione nei rapporti e nelle relazioni con i media.
| Stagione | Squadra                                 |
| -------- | --------------------------------------- |
| 1989     | Denver Broncos                          |
| 1990     | Pittsburgh Steelers                     |
| 1991     | Seattle Seahawks                        |
| 1992     | Miami Dolphins                          |
| 1993     | Houston Oilers                          |
| 1994     | New York Giants                         |
| 1995     | Indianapolis Colts                      |
| 1996     | St. Louis Rams                          |
| 1997     | Tampa Bay Buccaneers                    |
| 1998     | Miami Dolphins (2)                      |
| 1999     | Tennessee Titans                        |
| 2000     | New York Giants (2)                     |
| 2001     | Philadelphia Eagles                     |
| 2002     | Tampa Bay Buccaneers (2)                |
| 2003     | Houston Texans                          |
| 2004     | Philadelphia Eagles (2)                 |
| 2005     | Cincinnati Bengals                      |
| 2006     | Houston Texans (2)                      |
| 2007     | Seattle Seahawks (2)                    |
| 2008     | Arizona Cardinals                       |
| 2009     | Houston Texans (3)                      |
| 2010     | Baltimore Ravens                        |
| 2011     | Houston Texans (4)                      |
| 2012     | Baltimore Ravens (2)                    |
| 2013     | Denver Broncos (2)                      |
| 2014     | Pittsburgh Steelers (2)                 |
| 2015     | Denver Broncos (3)                      |
| 2016     | Baltimore Ravens (3) Houston Texans (5) |
| 2017     | Minnesota Vikings                       |
| 2018     | Los Angeles Rams (2)                    |
| 2019     | Indianapolis Colts (2)                  |
| 2020     | Tampa Bay Buccaneers (3)                |
| 2021     | New England Patriots                    |
| 2022     | Detroit Lions                           |
| 2023     | San Francisco 49ers                     |

## Presidenti
Di seguito l'elenco dei giornalisti che hanno ricoperto l'incarico di presidente dell'associazione e la testata per cui lavoravano.
| Numero | Presidente          | Testata                      | Periodo   |
| ------ | ------------------- | ---------------------------- | --------- |
| 1      | George Strickler    | Chicago Tribune              | 1964-1965 |
| 2      | Tony Atchison       | Washington Star              | 1966-1967 |
| 3      | Edwin Pope          | Miami Herald                 | 1968-1969 |
| 4      | William Guthrie     | New Haven Journal            | 1970-1971 |
| 5      | Larry Felser        | Buffalo News                 | 1972-1973 |
| 6      | Larry Fox           | New York Daily News          | 1974-1975 |
| 7      | Bob Roesler         | New Orleans Times Picayune   | 1976-1977 |
| 8      | John Steadman       | Baltimore News-American      | 1978-1979 |
| 9      | Dick Connor         | Denver Post                  | 1980-1981 |
| 10     | Paul Zimmerman      | Sports Illustrated           | 1982      |
| 11     | Cooper Rollow       | Chicago Tribune              | 1983-1984 |
| 12     | Vito Stellino       | Baltimore Morning Sun        | 1985-1986 |
| 13     | Glenn Sheeley       | Atlanta Journal-Constitution | 1987-1988 |
| 14     | Don Pierson         | Chicago Tribune              | 1989-1990 |
| 15     | Ira Miller          | San Francisco Chronicle      | 1991-1992 |
| 16     | Vic Carucci         | Buffalo News                 | 1993-1994 |
| 17     | Len Pasquarelli     | Atlanta Journal-Constitution | 1995-1996 |
| 18     | Steve Schoenfeld    | Arizona Republic             | 1997-1998 |
| 19     | John Clayton        | Tacoma News-Tribune          | 1999-2000 |
| 20     | Adam Schefter       | Denver Post                  | 2001-2002 |
| 21     | John McClain        | Houston Chronicle            | 2003-2004 |
| 22     | David Elfin         | Washington Times             | 2005-2006 |
| 23     | Alex Marvex         | Fox Sports.com               | 2007-2008 |
| 24     | Charean Williams    | Fort Worth Star-Telegram     | 2009-2010 |
| 25     | Mark Gaughan        | Buffalo News                 | 2011-2012 |
| 26     | D.Orlando Ledbetter | Atlanta Journal-Constitution | 2013-2014 |
| 27     | Jeff Legwold        | ESPN                         | 2015-2016 |
| 28     | Jim Trotter         | ESPN                         | 2017      |
| 29     | Bob Glauber         | Newsday                      | 2018-2020 |
| 30     | Lindsay Jones       | The Athletic                 | 2021-2022 |
| 31     | Calvin Watkins      | Dallas Morning News          | 2023-2024 |